# Künstlerkolonie Drispeth
Die Künstlerkolonie Drispeth entstand in den 1970er Jahren in und um Drispeth (heute Ortsteil von Zickhusen) in Mecklenburg am Rande eines Naturschutzgebietes.
Anfangs wohnte der griechische Autor Thomas Nicolaou in Drispeth, der den Wunsch hatte, andere Autoren um sich zu versammeln. Auch Maler ließen sich in der Landschaft Mecklenburgs nieder. Sie zogen in leer stehende Häuser und lebten ein einfaches Leben abseits gesellschaftlicher Kontrolle.
Christa und Gerhard Wolf, Helga Schubert, Johannes Helm, Joachim Seyppel, Werner Lindemann, Daniela Dahn und Joochen Laabs siedelten in der Gegend rund um die Dörfer Drispeth und Dambeck in der Nähe Schwerins. Dort waren bereits Klaus B. Schröder, Wolf Spillner, Detlef Kempgens und Thomas Nicolaou seit Jahren ansässig. Die Künstler und Intellektuellen wurden von den Einwohnern neugierig betrachtet und vom Ministerium für Staatssicherheit beobachtet. Die meisten Künstler sind weggezogen, andere verstorben.
Christa Wolf, die mit ihrem Mann von 1975 bis zum Brand des Hauses 1983 in Neu Meteln wohnte, hat ihre Erinnerungen über das Leben in der Kolonie in ihrem Buch Sommerstück niedergeschrieben. Die Dichterin Sarah Kirsch bezieht sich in ihrem als Chronik bezeichneten Prosatext Allerlei-Rauh von 1988 auf einen Sommerurlaub bei Christa Wolf und Freunden im Sommer 1975.

## Bewohner
In und um Drispeth wohnten folgende Künstler (in alphabetischer Reihenfolge):
- Daniela Dahn
- Willy Günther
- Johannes Helm
- Detlef Kempgens
- Joochen Laabs
- Till Lindemann
- Werner Lindemann
- Thomas Nicolaou
- Claus B. Schröder
- Helga Schubert
- Joachim Seyppel
- Wolf Spillner
- Christa Wolf
- Gerhard Wolf